# Glemstalviadukt
Der Glemstalviadukt, in der Literatur Glemstalbrücke bezeichnet, ist eine Straßenbrücke bei Schwieberdingen. Auf dem Viadukt überquert die aus zwei Fahrstreifen bestehende Bundesstraße 10 die Glems. Die zwischen 1960 und 1962 erbaute Rahmenbrücke beruht auf einem Entwurf des Bauingenieurs Hermann Bay und des Architekten Wilhelm Tiedje. Die Stahlbetonkonstruktion überspannt das Tal in 37,80 Metern Höhe mit einer Länge von 280 Metern. Der durchlaufende Betonhohlkasten des Überbaus verschmilzt im Scheitelbereich mit dem 114 Meter gespannten, kastenförmigen Betonbogen.